# Kunsthalle Mannheim
Kunsthalle Mannheim – zespół architektoniczny zlokalizowany na Friedrichsplatz w niemieckim Mannheimie (Nadrenia-Palatynat).

## Budynek
Historycznie rozbudowany kompleks obejmuje secesyjny budynek zaprojektowany przez Hermanna Billinga z 1907 oraz budynek Hector przy biurowcu Hamburger Büros gmp – von Gerkan Marg und Partner, który został ukończony w 2017.
Starszy budynek Billinga ma elewację od Moltkestrasse wykonaną z czerwonego piaskowca. Od strony Friedrichsplatz znajduje się noiwsza, filigranowa bryła o metalowej konstrukcji, otaczająca siedem budynków wystawowych zgrupowanych wokół centralnego atrium o wysokości 22 metrów.

## Kolekcja
Placówka gromadzi jedną z najcenniejszych w Niemczech kolekcję malarstwa i rzeźby z XIX oraz XX wieku. Niemiecka część kolekcji została poważnie uszczuplona przez rządy nazistowskie, jako sztuka zdegenerowana. Niezależnie od tego zgromadzono tutaj wybitne przykłady europejskiego romantyzmu, realizmu, czy impresjonizmu. Prezentowane są m.in. takie dzieła, jak: Egzekucja cesarza Meksyku, Maksymiliana (Édouard Manet), Palący fajkę (Paul Cézanne), Portret pisarza Maxa Herrmanna-Neissego (George Grosz), czy martwe natury (Auguste Renoir, Vincent van Gogh). Ponadto są tu obecne dzieła Anselma Feuerbacha, Ernsta Barlacha, czy Wilhelma Lehmbrucka. Placówka organizuje wystawy czasowe.

## Galeria

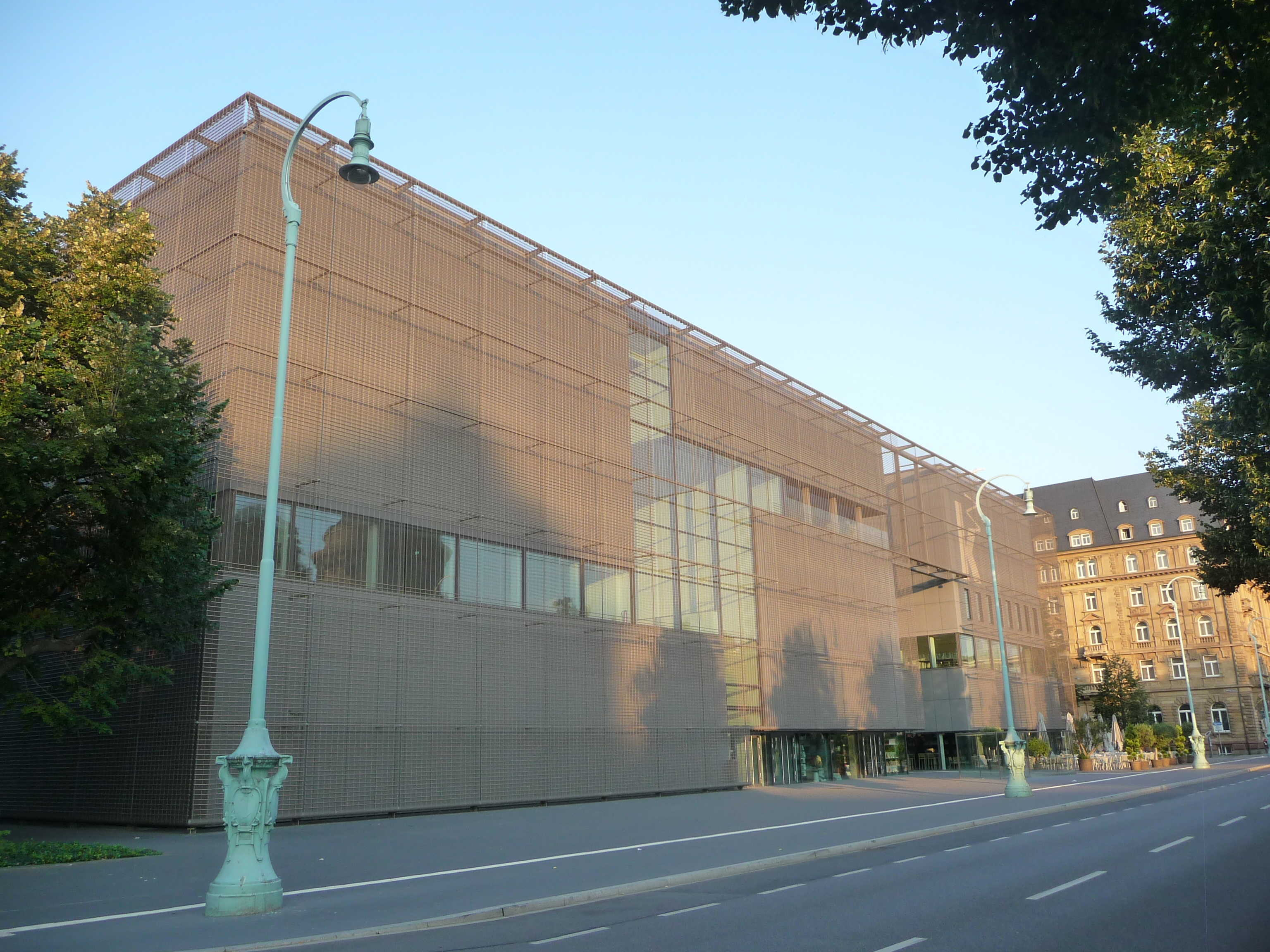
Nowa elewacja z 2017
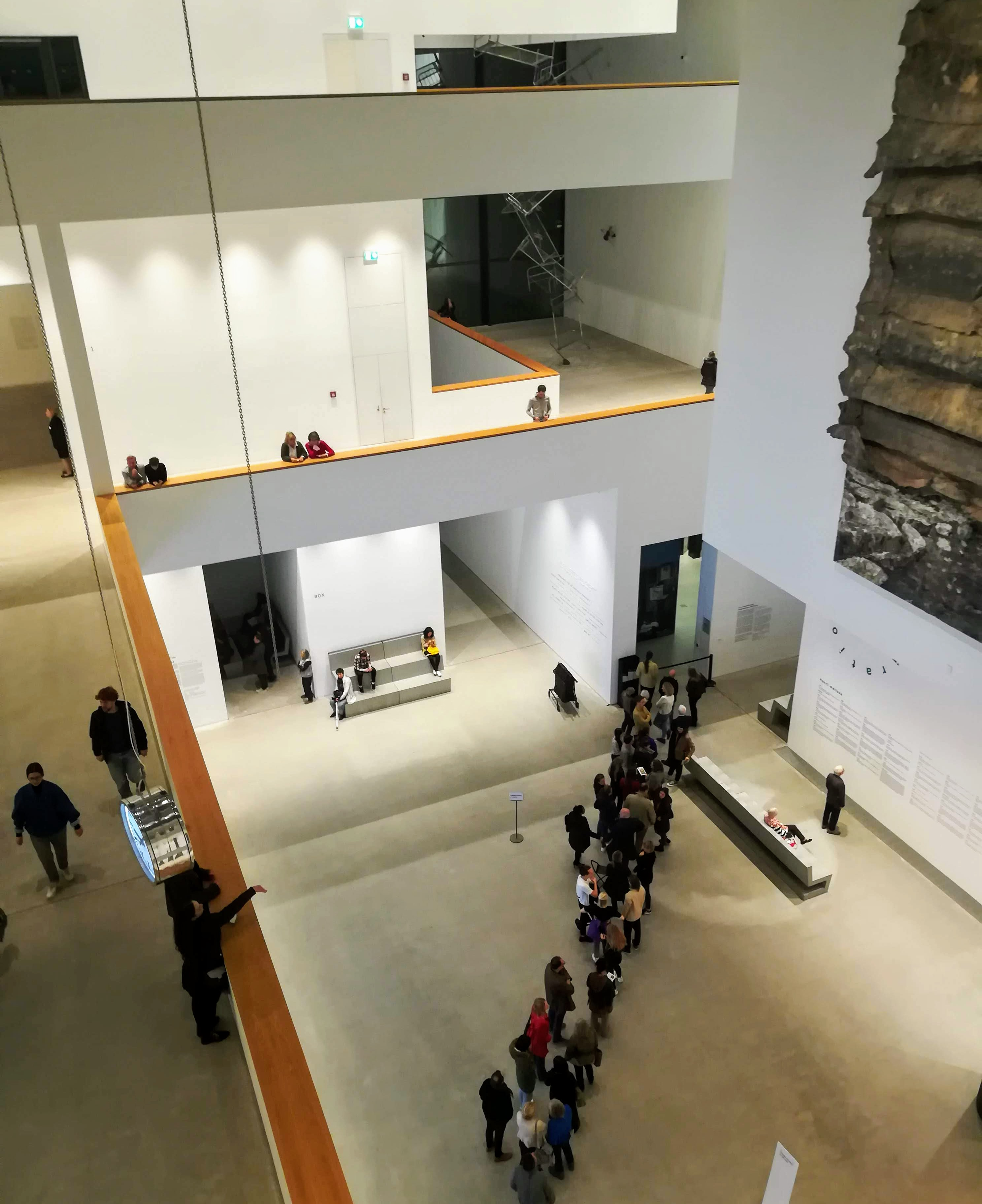
Fragment atrium